# مجله علوم پزشکی ایران
مجله علوم پزشکی ایران یک ژورنال پزشکی دوماهانه است که در سال ۱۳۴۸ خورشیدی با نام مجله پزشکی پهلوی تأسیس شد و پس از انقلاب ایران نام آن به نام فعلی‌اش تغییر پیدا کرد. سردبیران این مجله حمیدرضا پاکشیر و بهروز آستانه‌هستند.